# لابوتاس
لابوتاس (باليونانية: Λαβώτας أو Λεωβώτης) هو ابن إكستراتوس والملك الرابع لأسبرطة من سلالة أجيداي وأب دورسوس الذي سيخلفه الحكم من بعده.

## وصلات خارجية
- مولر، كارل أوتفريد تاريخ وآثار السلالة الدورية. (باللغة الإنجليزية)